# Споменик краљу Петру I Карађорђевићу (Зрењанин)
Споменик краљу Петру I Карађорђевићу је еквестеријални споменик посвећен српском краљу Петру I Карађорђевићу који се налази на Тргу слободе у Зрењанину. Првобитна верзија овог споменика настала је у периоду од 1924. до 1928. године и постојала је све до 1941, када је срушена
од стране немачког окупатора. Иницијатива за његову обнову јавила се 1991. године, а споменик је коначно обновљен 2005. године.

## Историјат
Споменик краљу Петру I Карађорђевићу на Тргу слободе подигнут је, први пут, 1926. године и био је дело загребачког вајара Рудолфа Валдеца. Фашисти га уклањају 1941. године, а од срушеног споменика сачувана је једино краљева глава, која се данас чува у Зрењанинском музеју.
Споменик је обновљен 2005. године, реплику је урадио академски вајар из Бијељине Зоран Јездимировић, а 17. јануара 2006. године свечано га је открио престолонаследник Александар Карађорђевић, праунук краља Петра.

## Изглед
Рудолф Валдец се определио за традиционалну тројну поделу споменика: степенасто подручје, средњи део као постамент са два рељефа која представљају мотиве из живота краља Петра: „Пут кроз Албанију“ и „Поворка на Теразијама после крунисања“. Према подацима из дневне штампе, Валдец је крајем 1924. године завршио модел споменика. Комисија, именована од стране Одбора, отпутовала је у Загреб да се лично увери у будући изглед споменика. Изненађени пластичном лепотом и прецизном израдом, чланови комисије имали су примедбе само у погледу неких мањих детаља. Нешто касније, крајем 1925. године, одређено је место за постављање споменика, а то је „непосредно поред бунара - на главном тргу - и то на делу према Александровој улици“.
У фундамент споменика краљу Петру 4. маја 1926. године свечано је извршено полагање документа исписаног на пергаменту и смештеног у гвоздену касету. Украшени документ садржи следећи текст: „За време владавине краља Александра I, када су министар унутрашњих послова Божо Максимовић, велики жупан Мита Алексијевић, начелник града Бечкерека Богољуб Алексић, били грађанство овог града, у знак своје дубоке захвалности, подиже овај споменик блаженопочившем краљу Петру Ослободитељу“.